# Cantonul Anse-Bertrand
Cantonul Anse-Bertrand este un canton din arondismentul Pointe-à-Pitre, Guadelupa, Franța.

## Comune
- Anse-Bertrand : 5.027 locuitori (reședință)
- Port-Louis : 5.573 locuitori